# 무라타 메구미
무라타 메구미(ムラタメグミ, 1981년 3월 3일~)는 일본의 전 여성 아이돌 가수. 2010년에 해산한 여성 4인조 그룹인 메론키넨비의 전 멤버. 미야기현 센다이시 출신. 애칭은 무랏치, 무라상, 무메, 메구짱이다.

## 특징
- 메론키넨비에서는 메르헨 담당. 한마디로 표현하면 천연 보케. 큰 실수도 자주 저지르지만 너그러운 성격으로 헬로! 프로젝트의 연하 멤버들이 잘 따른다.
- 하로모니。내의 정보 코너인 하로프로아워에서 ‘무라타 메구미(ムラ田めぐみ)’라는 이름으로 정규 해설자를 담당하였다.
- 애드립과 개그 센스가 높이 평가된다.
- 메론키넨비의 10번째 싱글인〈MI DA RA 摩天楼〉발매시부터 안경을 쓰게 되었다(사이보그 시바타 등의 미니 드라마에 출연할 때는 이전부터 쓰고 있었다). 원래 집밖에서는 콘택트 렌즈를 착용하며 스테이지에 설 때는 그 위에 패션 안경을 걸친다. 하지만 근래 수년간 안경을 착용하는 회수를 줄여나가고 있다. 본인이 밝힌 “안경에 너무 의지했었다” 라는 것이 원인.
- 먹거리는 고기 종류를 싫어한다. 가공육(소시지, 햄버거 등)은 참고 먹으면 먹을 수는 있다고 한다.
- 집에 있을 때는 전라 상태 지낸다는 것은 팬들 사이에서 유명하다. 밖의 시선을 신경쓰지 않는다고 자신의 블로그나 방송 내에서 밝히고 있다. 전라인채로 요리를 한 적도 있다고 한다.
- 하로프로 졸업시기로 전후 하고, 단독으로의 디너 쇼 개최나 TV 출연, 이벤트 참가의 기회가 증가하고 있다.
- 메론키넨비 라이브 투어 2009「개선」의 센다이 공연에서는, 부친이 ‘무라타 히루코(村田蛭子)’를 이름 밝히기 게스트로서 참가해, 관중을 흥분시켰다.

## 약력
- 1999년,《제2회 모닝구무스메。& 헤이케 미치요 여동생 오디션》에서 응모자 약 4000명 중에서 합격.
- 마찬가지로 위 오디션에서 합격한 사이토 히토미, 오오타니 마사에, 시바타 아유미와 함께 메론키넨비를 결성.
- 2000년 2월, 메론키넨비 첫 번째 싱글〈甘いあなたの味〉로 데뷔.
- 2002년에 사이토와 리더를 교대하기 전까지 메론키넨비의 초대 리더를 맡았다.
- 2009년 3월 31일, 헬로! 프로젝트 졸업.
- 2010년 5월 3일, 메론키넨비가 해산. 해산 후는 표현자를 목표로 해 예능 활동을 계속하는 모양.
- 2010년 6월 25일, 7월 1일부터 업프런트 에이전시(현 업프런트 프로모션)와 재계약「무라타 메구미(ムラタメグミ)」에 개명해 활동해 나가는 것을 발표[1].
- 2010년 7월 7일, 블로그 개설.
- 2011년 3월 3일, 같은 달 31일을 가져 연예계를 졸업하는 것을 발표[2].
- 2011년 3월 31일, 연예계를 졸업. 하지만 이 날 예정하고 있던 은퇴 이벤트가 3월 11일에 발생한「도호쿠 지방 태평양 바다 지진」의 영향으로 중지가 되어 팬 앞에 모습을 보인 마지막 일은 도이 사토미의 요코하마의 리포터로 현지에는 팬이 몰려들어 그것이 사실상 마지막 이벤트가 되었다. 또한 블로그나 Twitter는 졸업 후도 당분간 계속하는 것을 발표했다.
- 2011년 4월 16일, 도쿄의 요요기 공원에서「질까 보냐! 힘내라 도호쿠!」라고 제목을 붙인「도호쿠 지방 태평양 바다 지진」의 모금 활동을 메론키넨비의 원멤버 전원이 갔다.
- 2011년 5월 3일, 메론키넨비 해산으로부터 1년, 블로그의 갱신을 종료했다.
- 2013년 12월 31일, 나카노 선플라자에서 행하는 Hello! Project COUNTDOWN PARTY 2013 ~GOOD BYE & HELLO!~에서 메론키넨비의 하룻 밤 한정으로서 부활에 참가.

## 출연

### 텔레비전 방송
- 마녀。리카짱의 매지컬 비유덴 (2004년 11월 11일 ~ 15일 · 11월 29일 ~ 30일, 테레비도쿄)
- 무스메DOKYU! (2005년 8월 18일 ~ 9월 30일, 테레비도쿄)

### 라디오 방송
- TBC FUN 필드 모렛츠 모대쉬 (2005년 4월 1일 ~ 2008년 3월 29일, 도호쿠 방송)

### 인터넷
- 제3회 · 제20회 하로프로 비디오 채팅 (2005년 3월 25일 · 8월 2일, 헬로! 프로젝트 on 프렛츠)

### 이벤트
- 7월도 헬로! 프로젝트 FC 한정 이벤트 (2005년 7월 14일 · 19일, 퍼시픽헤븐)

## 소속 유닛
- 메론키넨비 (1999년 ~ 2010년)
- 셔플 유닛
  - 쥬닌 마츠리 (2001년)
  - 오도루♥11 (2002년)
  - 11WATER (2003년)
  - H.P.올스타즈 (2004년)